# Thomas Sorber
Thomas Francis Sorber (Trenton, 25 dicembre 2005) è un cestista statunitense di ruolo ala grande e centro, professionista nella NBA con gli Oklahoma City Thunder.

## Carriera

### College
Sorber ha giocato nella pallacanestro universitaria per una stagione all'Università di Georgetown nel 2024-2025. Nel suo debutto ha segnato 20 punti e catturato 13 rimbalzi contro Lehigh. La partita successiva ha fatto registrare 25 punti e 9 rimbalzi contro Fairfield, venendo premiato come matricola della settimana della Big East Conference.
Al termine della stagione, Sorber è stato inserito nella terza formazione ideale All-Big East Third Team ed è stato unanimemente inserito nella formazione ideale dei debuttanti della conference. Le sue medie sono state di 14,5 punti, 8,5 rimbalzi e 2,4 assist. Il 27 marzo ha annunciato che si sarebbe reso eleggibile nel Draft NBA, pur mantenendo l'eleggibilità al college.

### Carriera professionistica
Sorber è stato selezionato nel corso del primo giro (15º assoluto) dagli Oklahoma City Thunder nel Draft NBA 2025.

## Statistiche

### College
| Anno      | Squadra          | PG | PT | MP   | TC%  | 3P%  | TL%  | RP  | AP  | PRP | SP  | PP   |
| --------- | ---------------- | -- | -- | ---- | ---- | ---- | ---- | --- | --- | --- | --- | ---- |
| 2024-2025 | Georgetown Hoyas | 24 | 23 | 31,3 | 53,2 | 16,2 | 72,4 | 8,5 | 2,4 | 1,5 | 2,0 | 14,5 |
| Carriera  | Carriera         | 24 | 23 | 31,3 | 53,2 | 16,2 | 72,4 | 8,5 | 2,4 | 1,5 | 2,0 | 14,5 |

## Palmarès

### NCAA
- Third-team All-Big East (2025)
- Big East All-Freshman team (2025)